# Campagna della Nuova Georgia
La campagna della Nuova Georgia (nome in codice Operazione Toenails) è stata la lunga serie di operazioni sviluppatasi sull'omonima isola dell'arcipelago delle Salomone. Vide le locali forze giapponesi del maggior generale Minoru Sasaki opporsi alle truppe statunitensi dell'ammiraglio Richmond Turner sbarcate il 30 giugno 1943, il cui obiettivo era l'aeroporto di Munda. La campagna registrò duri scontri nella lussureggiante giungla e si concluse solo a fine agosto, quando le ultime, scoordinate resistenze nipponiche in Nuova Georgia furono sbaragliate.

## Situazione generale
La Nuova Georgia, colonia britannica, non fu subito occupata dai giapponesi durante la loro grande espansione nella prima metà del 1942 sebbene evacuata dall'amministrazione coloniale. Solo tra la fine di ottobre e l'inizio di novembre, con l'inasprirsi della lotta in corso a Guadalcanal, il comando nipponico dell'Area del Sud-Est del viceammiraglio Jin'ichi Kusaka decise di creare una base aerea in Nuova Georgia: in questo modo i velivoli dell'esercito incaricati di attaccare le navi e le teste di ponte statunitensi avrebbero percorso distanze minori rispetto a quelle coperte partendo da Rabaul. Il 13 novembre una piccola squadra nipponica si presentò davanti a Munda (nella zona sud-ovest della Nuova Georgia) e lo sbarco fu completato il giorno dopo mediante piccole barche, che potevano superare con facilità le rive frastagliate e ricche di scogli. Presero terra due battaglioni antiaerei e due compagnie del 2º Battaglione appartenente al 229º Reggimento del colonnello Genjirō Hirata, a sua volta parte della 38ª Divisione comandata dal maggior generale Minoru Sasaki; le unità del genio giunsero una settimana più tardi e furono impiegate per la costruzione di un aeroporto.
In contemporanea furono rapidamente visitate le isole di Vangunu a sud-est, Kolombangara a nord-ovest, Rendova a sud, ed altri piccoli lembi di terra vicino alle coste; la maggior parte della popolazione locale fu indotta ad appoggiare i giapponesi, ma alcuni indigeni vennero organizzati dal Coastwatchers Donald G. Kennedy, la cui postazione si trovava a Punta Segi, estrema propaggine sudorientale della Nuova Georgia. Costui inviò sull'isola di Rendova, a sud di Munda, il suo aiutante mulatto Henry Wickham per aggiornarlo sullo stato di avanzamento dei lavori giapponesi. Il rapporto di Wickham fu inviato agli Alleati che dopo una ricognizione aerea, per la verità infruttuosa, bombardarono l'area compresa tra Punta Munda e la collina Kokengolo a nord-est più come gesto di fiducia in Kennedy che non per reale interesse. Il 3 dicembre però ogni scetticismo tra i comandi statunitensi riguardo a una base giapponese in fase di completamento sull'isola scomparve: le foto della ricognizione mostravano chiaramente segni dell'attività nipponica e perciò il sito di Munda fu bombardato alcune volte. Ciononostante, i giapponesi completarono una pista lunga 1 430 metri entro il 17 dicembre, grazie anche a eccellenti misure di mimetizzazione. In seguito l'area venne attaccata dal cielo e occasionalmente dal mare ma le riparazioni furono sempre rapide, poiché condotte con bulldozer, e l'aeroporto non rimase mai fuori servizio per più di 48 ore, cosicché potesse essere adoperato anche dai velivoli di ritorno da Guadalcanal.

## Forze e piani giapponesi

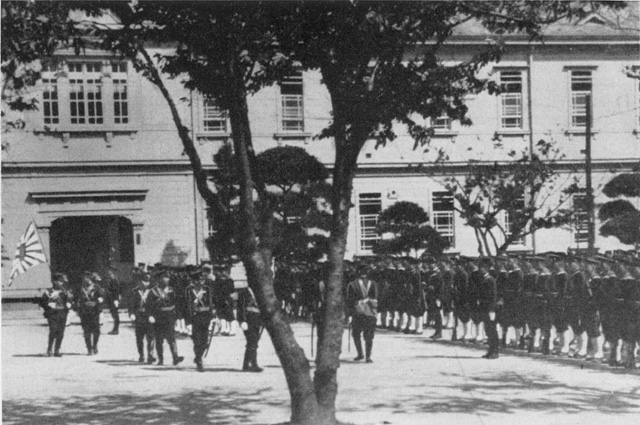
Reparti della 6ª Forza da sbarco speciale "Kure" durante una rassegna in Giappone nel giugno 1942

L'evacuazione di Guadalcanal nel febbraio 1943 aveva subito attribuito grande importanza alla Nuova Georgia e alle altre isole del gruppo (Rendova, Kolombangara, Vella Lavella, Vangunu) perché scudi avanzati dell'importante base di Rabaul, in Nuova Britannia. La decisione presa dal Gran quartier generale imperiale di difendere a oltranza le piste di Lae e Salamaua sulla costa settentrionale della Nuova Guinea convinse a utilizzare le Salomone come posizioni di ripiego: perciò reparti da costruzione furono sbarcati in tutta fretta a Kolombangara dove iniziarono a lavorare a un aeroporto presso la piantagione meridionale di Vila; il trasporto delle truppe destinate alla difesa fu però lento e contrastato attivamente dagli aerei del comando AirSols statunitense, operante dall'aeroporto Henderson Field di Guadalcanal.
Comunque per la fine di aprile, grazie a un'attenta schedulazione dei viaggi per sfruttare le notti di luna nuova, a Kolombangara si trovava l'8ª Forza speciale da sbarco combinata del retroammiraglio Minoru Ōta, in organico alla Marina imperiale giapponese. Era composta dalla 7ª Forza da sbarco speciale "Yokosuka" (sbarcata il 23 febbraio) forte di 1 087 uomini e dalla 6ª Forza da sbarco speciale "Kure" (sbarcata il 9 marzo) i cui effettivi ammontavano a 2 038 soldati. A queste forze si dovevano aggiungere i reparti già presenti della 17ª Armata del tenente generale Harukichi Hyakutake, incaricato dalla seconda metà del 1942 della difesa delle Isole Salomone: a seguito di alcune conferenze tra Hyakutake e il viceammiraglio Gun'ichi Mikawa, comandante dell'8ª Flotta con le stesse responsabilità, fu deciso che le truppe di esercito e marina dovevano equivalersi sul piano numerico. Infatti verso la fine di marzo unità di genieri e antiaeree, un battaglione di fanteria e un distaccamento d'artiglieria appartenenti alla 51ª Divisione erano stati trasportati a Kolombangara assieme al resto del 229º Reggimento; questa unità partì alla volta della Nuova Georgia poco dopo l'arrivo di un battaglione del 13º Reggimento della 6ª Divisione. La compresenza di grandi unità della marina e dell'esercito nelle Salomone indusse il Gran quartier generale imperiale a formare il 2 maggio un comando unificato che fu stabilito in Nuova Georgia e prese il nome di "Distaccamento Sudorientale": esso dipendeva amministrativamente dalla 17ª Armata ma rispondeva agli ordini operativi dell'8ª Flotta. La nuova carica fu assunta il 31 maggio dal maggior generale Sasaki, che sbarcato a Kolombangara ebbe la responsabilità di tutte le installazioni e difese dell'esercito, mentre il retroammiraglio Ota mantenne il comando dei suoi uomini e ricevette istruzione di fornire la massima cooperazione.
Per ottimizzare la difesa dell'area, Sasaki la divise in tre settori: centrale comprendente Munda, occidentale comprendente Kolombangara e orientale comprendente l'area Viru Harbor-isola di Vangunu. Il primo settore fu affidato al 229º Reggimento del colonnello Hirata (3 000 uomini circa) coadiuvato da due batterie del 10º Reggimento d'artiglieria da montagna indipendente. Dal 229º il generale Sasaki distaccò una compagnia sull'isola di Rendova, a sud di Punta Munda, mentre la quarta fu trasportata a Viru Harbor, nella zona est della Nuova Georgia; di questa un plotone fu assegnato a una batteria costiera della "Kure" installata sulla costa orientale di Vangunu.

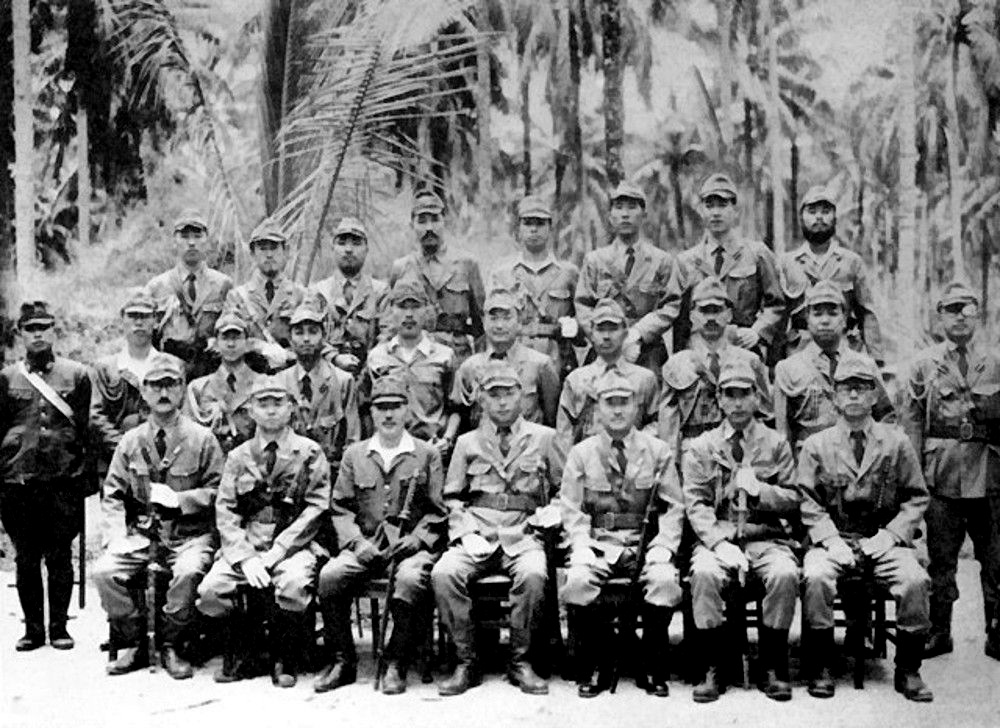
Membri degli stati maggiori e comandanti delle forze giapponesi nelle Salomone: il retroammiraglio Minoru Ōta e il maggior generale Minoru Sasaki, rispettivamente il secondo e il terzo da sinistra, sono in prima fila

Nel quadro della collaborazione con l'esercito, Ōta fornì un sostanzioso appoggio organizzando nei pressi dell'aeroporto tre batterie costiere equipaggiate con cannoni da 140, 120 e 80 mm: per lo più puntate a nord verso Porto Bairoko e a est verso la spiaggia Laiana, alcune di queste armi coprivano anche la costa a sud di Munda, poiché i comandi statunitensi, non avvedutisi della fitta barriera corallina e di scogli presente, avrebbero potuto tentare un assalto anfibio anche in quella zona. L'area di Porto Bairoko fu presidiata dal grosso della 6ª Forza "Kure" posto agli ordini del capitano di fregata Saburo Okumura, mentre a Munda furono distaccate la 17ª e 131ª Unità da costruzione, una compagnia di mitragliatrici antiaeree e la 21ª Compagnia antiaerea. A Rendova fu sbarcata una compagnia di fucilieri e una batteria costiera fu posta sull'isola di Vangunu. Infine i due comandanti giapponesi inviarono plotoni un po' dappertutto lungo le coste della Nuova Georgia e le piccole isole vicine, perché fungessero da sentinelle avanzate e posti d'osservazione.
La difesa dello spazio aereo era invece di competenza della 15ª Unità di difesa aerea, così organizzata:
- 41º Battaglione campale antiaereo (mancante di una batteria);
- 3º Battaglione campale di ricerca aerea (mancante di una batteria);
- 31ª Compagnia campale antiaerea indipendente;
- 27ª Compagnia campale autocannoni

Nel settore della Nuova Georgia e di Kolombangara (quest'ultima difesa per lo più dalla "Yokosuka") erano stati dunque concentrati circa 5 000 uomini della marina e 5 500 soldati dell'esercito; in particolare, la guarnigione a difesa di Munda contava più o meno 4 500 effettivi. Il "Distaccamento Sudorientale" avrebbe potuto anche beneficiare del supporto della base di Rabaul, dove erano schierati sessantasei bombardieri, ottanatré caccia, un incrociatore leggero, otto cacciatorpediniere e otto sommergibili; inoltre l'intera 8ª Flotta fu spostata negli ancoraggi delle Isole Shortland e mise a disposizione 169 dei circa 300 suoi aerei basati nelle Salomone settentrionali e nell'arcipelago di Bismarck.

## Piani e forze statunitensi

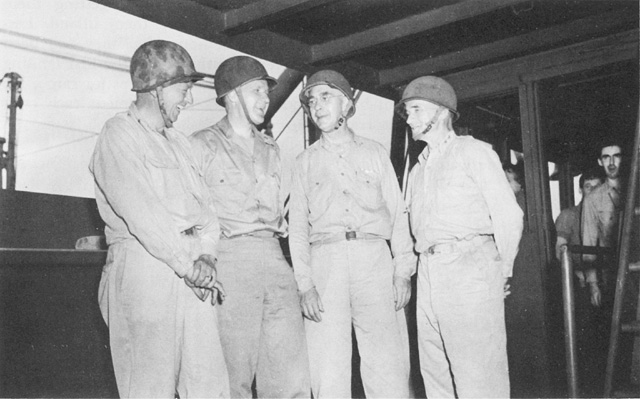
I vertici statunitensi sul trasporto d'assalto : si riconoscono il viceammiraglio Richmond Turner (secondo da destra) e il retroammiraglio Theodore Wilkinson (terzo da destra)

In campo alleato erano stati elaborati piani per la conquista della Nuova Georgia fin dal gennaio 1943 a causa dell'importanza della base aerea costruita a Munda; subito dopo la messa in sicurezza di Guadalcanal il viceammiraglio William Halsey, comandante di tutte le forze della marina statunitense nel teatro del Pacifico sud-occidentale, aveva progettato di attaccare l'isola già a metà aprile: gli sforzi in questa direzione rimasero però vaghi per oltre due mesi, poiché l'autorizzazione del Joint Chiefs of Staff giunse solo il 29 marzo. Nel periodo di stasi l'ammiraglio statunitense decise di condurre una serie di ricognizioni per rendersi pienamente conto della morfologia della Nuova Georgia: infatti le mappe in suo possesso erano decisamente poco affidabili e la ricognizione fotografica si era rivelata inutile a causa della fitta giungla equatoriale.
Perciò circa 100 uomini vennero allenati al particolare tipo di ambiente in un'apposita scuola a Guadalcanal, guidata da esperti veterani dell'esercito e della marina. La prima missione avvenne verso la fine di febbraio, quando sei membri del Corpo dei Marine sbarcarono in segreto sulle rive della Laguna Roviana (nord-nord-est di Munda) e mapparono corsi d'acqua, sentieri, contattarono guardacoste e ricercarono spiagge adatte a un attacco dal mare. Il 21 marzo una seconda spedizione fu attuata con l'ausilio di alcuni idrovolanti Consolidated PBY Catalina, che atterrarono presso Punta Segi: il gruppo di Marines si divise in pattuglie guidate dagli indigeni di Kennedy e iniziò un metodico lavoro di raccolta dati, mappatura, segnalazione di postazioni nipponiche; addirittura un piccolo manipolo giunse sull'isola di Rendova e prese direttamente contatto con Henry Wickham. Le mole di informazioni raccolte dette all'ammiraglio Halsey un quadro più chiaro della situazione ma evidenziò altresì che Punta Segi non era un luogo adatto a operazioni anfibie. Col passare dei giorni le esplorazioni divennero più frequenti e accurate, grazie anche agli sbarchi notturni effettuati da sommergibili o da cacciatorpediniere veloci; vennero inoltre segnalate la maggior parte delle opere difensive giapponesi. Eppure le notizie si fecero sconfortanti, perché fu compreso che uno sbarco a sud o a ovest di Munda poteva risolversi in un massacro a causa delle coste disseminate di scogli, bassi fondali, depositi di corallo, isolette. L'abbozzo di piano elaborato dallo stato maggiore di Halsey previde infine una serie di sbarchi lontano da Munda, seguiti dal rafforzamento delle teste di ponte e coronati da un attacco convergente all'aeroporto: per continuare a raccogliere informazioni e agevolare i futuri sbarchi alcuni membri dello speciale commando rimasero alla base di Punta Segi dopo un'ultima ricognizione avvenuta il 13 giugno.

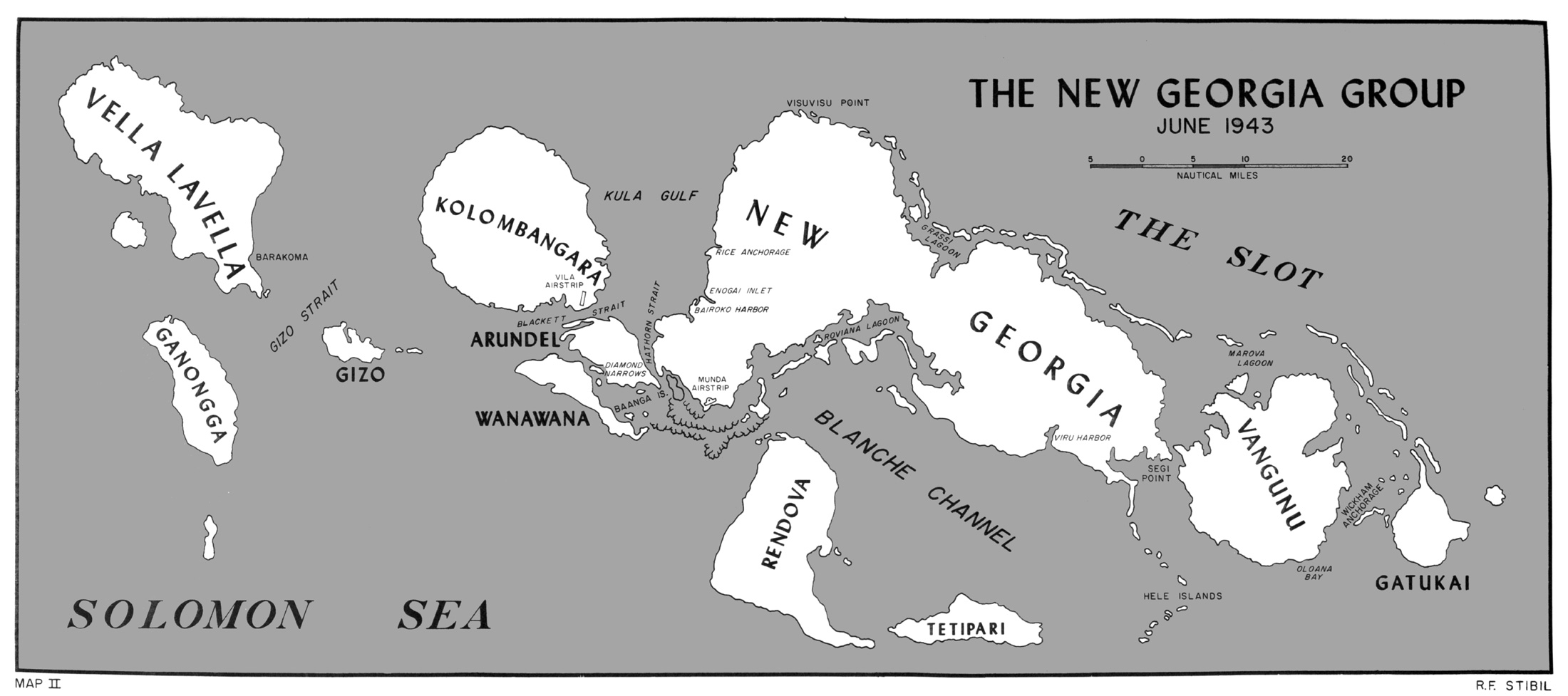
Il gruppo insulare della Nuova Georgia: si nota la complessa geografia delle coste

Agli inizi del mese, intanto, Halsey aveva già diramato le istruzioni per la conquista della grande isola. La prima fase dell'assalto prevedeva la cattura di Viru Harbor (a ovest di Punta Segi già in mano statunitense), di un luogo chiamato "Wickham Anchorage" sull'isola di Vangunu (a sud-est della Nuova Georgia) e della parte più settentrionale dell'isola di Rendova per tenere Munda sotto il tiro di artiglierie pesanti. Il viceammiraglio Richmond Turner, comandante del III Corpo anfibio, ebbe la responsabilità della riuscita di tutti gli sbarchi e della loro particolareggiata pianificazione. Il complesso di forze navali destinato all'operazione era riunito nella Terza Flotta ed era diviso in due grandi scaglioni: il T.G. 31-1 "Gruppo Ovest", al diretto comando dell'ammiraglio Turner, era incaricato degli sbarchi su Rendova e del rifornimento delle truppe; il T.G. 31-3 "Gruppo Est", agli ordini del retroammiraglio George Fort, ebbe l'onere di condurre e appoggiare gli sbarchi a "Wickham Anchorage", Punta Segi e Viru Harbor. Nelle acque vicine incrociava anche la Task Force 36 ai diretti ordini dell'ammiraglio Halsey con compiti di copertura: comprendeva due portaerei di linea, tre di scorta, tre corazzate, nove incrociatori di cui due antiaerei, tredici cacciatorpediniere e undici sommergibili.
A Guadalcanal era stata concentrata un'imponente forza aerea, la Task Force 33 Air Force South Pacific del viceammiraglio Aubrey Fitch che contava 258 caccia, 193 bombardieri medi, 82 bombardieri pesanti e gli squadroni 23, 44 e 77 basati a Tulagi e alle Isole Santa Cruz, dotati di PBY Catalina e preposti alla ricognizione. Questo grande assembramento di velivoli fu incaricato di bombardare ripetutamente le basi giapponesi nelle Shortland e anche gli aeroporti di Bougainville, a nord dell'area di operazioni.
Le forze di terra del primo gruppo navale dipendevano dal XIV Corpo d'armata del maggior generale Oscar Griswold ed erano guidate dal maggior generale John Hester, comandante della 43ª Divisione fanteria: questa grande unità era stata creata il 6 settembre 1942 a Fort Ord come parte della Guardia nazionale del New England ed era al suo battesimo del fuoco. La divisione era articolata sul 169º e 172º RCT (Regimental Combat Team) più un battaglione del 103º; era coadiuvata dal 9º Battaglione corazzato Marine, dal 136º Reggimento d'artiglieria proveniente dalla 37ª Divisione fanteria, dal 24º Battaglione costruzioni navale e dalla compagnia O del 4º Battaglione Marine Raiders. Il "Gruppo Ovest" schierava come forze di terra il resto del 103º RCT, le compagnie N, P e Q del battaglione Raiders, elementi del 70º Battaglione costiero antiaereo e del 20º Battaglione costruzioni navale; il colonnello del 103º RCT Daniel Hundley fu posto a capo di questo complesso di forze. La riserva di pronto impiego all'attacco anfibio era rappresentata dal 1º Reggimento Raiders mancante però del 2º, 3º e 4º battaglioni; la riserva strategica era ammassata a Guadalcanal e comprendeva la 37ª Divisione, esclusa una buona parte del 129º RCT e piccole aliquote del 148º.
Il nuovo attacco al perimetro difensivo giapponese fu denominato operazione Toenails, nome in codice adoperato come misura preventiva per mascherare la diretta partecipazione delle forze guidate da Halsey alla più vasta Operazione Cartwheel, che si proponeva di distruggere la base nipponica di Rabaul mediante una doppia avanzata nelle Salomone e in Nuova Guinea.

## Svolgimento della campagna

### Azioni preliminari e primi scontri
Una prima incursione navale nel settore fu effettuata la notte di domenica 24 gennaio 1943, quando una squadra di incrociatori e cacciatorpediniere guidata dal contrammiraglio DeWitt Clinton Ramsey e dal retroammiraglio Walden L. Ainsworth bombardò l'aeroporto di Vila-Stanmore nella parte meridionale dell'isola di Kolombangara. Nella notte tra il 5 e il 6 marzo una formazione di tre incrociatori leggeri e sette cacciatorpediniere agli ordini del contrammiraglio Aaron S. Merrill cannoneggiò a partire dalle 01:30 sia Munda che Vila; durante l'operazione vennero affondati anche due cacciatorpediniere giapponesi con l'ausilio del radar.

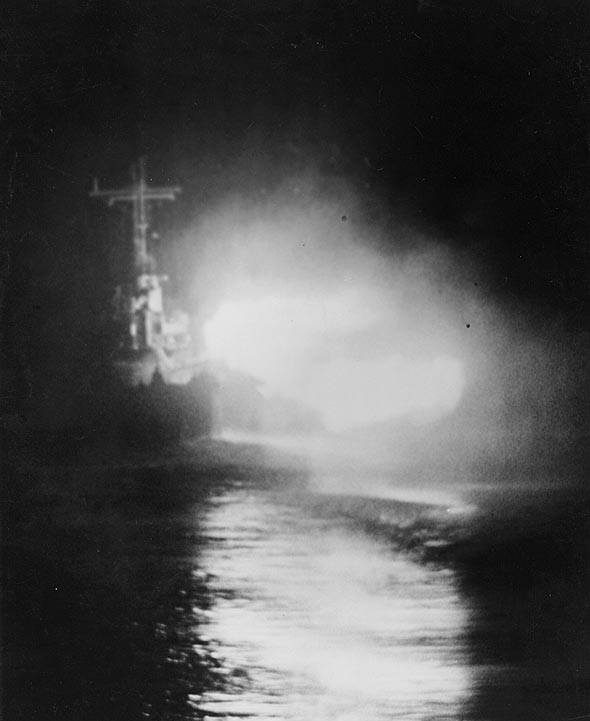
L'incrociatore leggero bombarda le basi giapponesi nel gruppo delle isole della Nuova Georgia

Il 6 maggio una squadra della Terza Flotta guidata dal retroammiraglio Ainsworth e composta da tre incrociatori, quattro cacciatorpediniere e tre posamine stese tre campi di ordigni navali tra le isole di Kolombangara e Gizo, introducenti allo Stretto di Blackett: la rotta era infatti adoperata dalle unità giapponesi del Tokyo Express per rifornire e rinforzare le basi insulari. La notte successiva un gruppo di quattro cacciatorpediniere diresse verso il golfo di Kula ma incappò nelle mine: uno affondò poco dopo l'esplosione e altri due vennero gravemente danneggiati. La mattina dell'8 aerei statunitensi appartenenti al comando AirSols, intenti ad aggirare una zona di maltempo, s'imbatterono nelle navi giapponesi e affondarono le due unità avariate.
La notte tra il 12 e il 13 maggio tre incrociatori e cinque cacciatorpediniere sempre al comando di Ainsworth bombardarono la zona di Vila (colpita da 2 895 proietti da 152 mm e 4 340 da 127 mm), mentre altre mine venivano posizionate a est di Kolombangara; in contemporanea anche Munda venne presa sotto il tiro di un incrociatore e tre cacciatorpediniere che rovesciarono sull'aeroporto 970 proietti da 152 mm e 1 648 da 127 mm. L'azione notturna si concluse con il cannoneggiamento di Punta Enogai e il vicino "Rice Anchorage" da parte della squadra di Ainsworth sulla rotta di ritorno, ma in generale questi prolungati bombardamenti non sortirono grandi effetti; anzi, come sottolineò più tardi l'ammiraglio Chester Nimitz (comandante in capo della Pacific Fleet statunitense), esposero le navi al pericolo dei sommergibili e delle motosiluranti avversarie.
I giapponesi, allertati dai bombardamenti navali, dalle ricognizioni e dalle decrittazioni delle comunicazioni radio, lanciarono diversi attacchi aerei su Guadalcanal e le isole vicine. Il 7 giugno una prima incursione fu respinta dagli statunitensi, che persero nove aerei contro i ventitré nipponici; cinque giorni dopo una formazione di bombardieri giapponesi fu intercettata durante il viaggio di andata e perse trentuno apparecchi, mentre gli statunitensi ebbero sei caccia abbattuti. Il 16 giugno 120 velivoli giapponesi attaccarono violentemente le navi ancorate vicino a Guadalcanal: un trasporto e due navi da guerra ausiliarie, pesantemente danneggiate, furono fatte incagliare dagli equipaggi; i giapponesi persero quasi 100 unità per questo magro risultato. In totale le formazioni aeree dell'AirSols abbatterono 152 velivoli giapponesi perdendo ventuno unità.

### Gli sbarchi
Nella notte del 20 giugno un distaccamento di Raiders partì da Guadalcanal e sbarcò indisturbato il giorno successivo a Punta Segi, all'estremità sudorientale della Nuova Georgia; il 22 venne raggiunto da elementi della 43ª Divisione. Da questo promontorio, reparti del 4º Battaglione Raiders utilizzarono piccole imbarcazioni per approdare vicino alla piantagione Lambeti, dove organizzarono un campo base per operare contro Viru Harbor, che era il luogo prescelto per lo sbarco principale: essi avevano il compito di eliminare ogni pericolo per rendere l'assalto anfibio di facile attuazione. Nella tarda serata del 29 giugno la flotta d'invasione statunitense levò le ancore e si mise in formazione in mare, poi diresse sulla Nuova Georgia e le isole adiacenti; in contemporanea quattro incrociatori e quattro cacciatorpediniere guidati dal contrammiraglio Merrill bombardarono con successo le basi nipponiche di Vila-Stanmore e quelle nelle Isole Shortland, poco a sud di Bougainville.
Il 30 giugno cominciarono gli assalti anfibi: davanti a Rendova si presentò un gruppo navale con quattro cacciatorpediniere-posamine (USS Talbot, USS Dent, USS Zane, USS Waters), sei trasporti e una squadra di otto cacciatorpediniere (USS Farenholt, USS Buchanan, USS McCalla, USS Ralph Talbot, USS Gwin, USS Woodworth, USS Radford, USS Jenkins) che iniziò subito un cannoneggiamento delle spiagge; alcune tra le batterie costiere presso Munda, accertato che gli sbarchi sarebbero effettivamente avvenuti a Rendova, aprirono il fuoco danneggiando il Gwin; mentre la nave si ritirava intervennero altri vascelli che colpirono gravemente le batterie nipponiche, riducendole al silenzio. Nel frattempo le truppe statunitensi, composte dal 172º RCT e unità d'artiglieria, avevano posto piede a terra ed eliminato i circa 300 soldati giapponesi a presidio dell'isola. Al calare della sera erano state piazzate alcune batterie di artiglieria pesante che iniziarono a cannoneggiare la pista e le installazioni di Munda, separata dall'isola da un braccio di mare largo circa 8 chilometri.
Il punto di sbarco previsto sulla Nuova Georgia era Viru Harbor: la formazione incaricata di eseguirlo contava un cacciatorpediniere dragamine (USS Hopkins), tre cacciatorpediniere da trasporto (USS Kilty, USS Crosby e USS Zane prelevato dal gruppo che aveva condotto le operazioni a Rendova), tre APC, una decina di LCT e traghettava una compagnia del 103º Reggimento. L'attacco fu però complicato da un cannone da 76,2 mm che i Raiders non erano riusciti a eliminare: perciò il contingente fu dirottato a Punta Segi, ove si riunì a Raiders. Dopo aver fortificato le teste di ponte, le truppe statunitensi assaltarono il giorno successivo la postazione giapponese conquistandola. Allo stesso tempo il 47º Battaglione Seabees era stato trasportato nella zona ed era all'opera per ricavare una pista aerea che fosse utilizzabile entro due settimane.

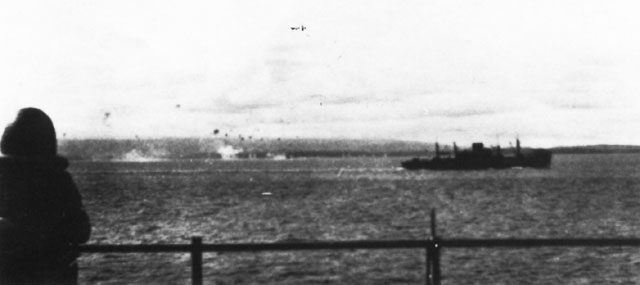
Una delle incursioni aeree giapponesi avvenute nel giorno dello sbarco

Il "Wickham Anchorage" si trovava sull'isola di Vangunu, a sud-est della Nuova Georgia, e doveva essere occupata da un battaglione rinforzato: esso fu portato a destinazione dal cacciatorpediniere-dragamine USS Trever, da sette LCI, tre APC e una dozzina di LCT. Lo sbarco avvenne di notte e ciò causò la perdita di diverse imbarcazioni per errori di guida e i fondali non conosciuti, ma l'operazione non fu contrastata dai giapponesi che preferirono cristallizzare la difesa nell'interno dell'isola: infatti le punte avanzate s'imbatterono a Olenana, sulla strada per il "Wickham Anchorage", in trinceramenti e postazioni avversarie. L'obiettivo venne raggiunto solo il 3 luglio.
Allarmato dalla nuova offensiva avversaria, il comando di Rabaul lanciò tre diversi attacchi aerei, essendo gli effettivi navali troppo scarsi per tentare una qualche incursione. Il primo gruppo di ventisette caccia Mitsubishi A6M "Zero" arrivò nel settore alle 11:15 ma si scontrò con i caccia statunitensi che gli inflissero gravi perdite. Alle 15:50 venticinque bombardieri bimotori Mitsubishi G4M scortati da ventiquattro Zero si gettarono sulle navi al largo dell'isola: i velivoli nipponici furono falciati dal fuoco antiaereo ma otto superstiti G4M riuscirono a piazzare un ordigno nella sala macchine del trasporto McCawley, con a bordo l'ammiraglio Turner. L'ultima incursione fu condotta da otto bombardieri in picchiata Aichi D3A, dei quali tre furono abbattuti senza che fossero riusciti a colpire le unità statunitensi. Il trasporto, in pessime condizioni, era comunque ancora a galla e Turner stava decidendo il da farsi per evacuarlo quando due motosiluranti l'avvistarono e, non sapendo della presenza di unità alleate nel canale Blanche, ritennero logicamente si trattasse di una nave nipponica: lanciarono due siluri che lo affondarono.

### La resistenza a terra e i tentativi di rifornimento

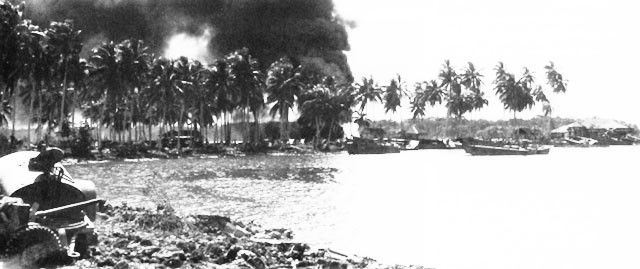
Colonne di fumo e fiamme si alzano dalle spiagge di sbarco dopo il raid nipponico del 2 luglio

Il 2 luglio, mentre gli statunitensi organizzavano le teste di ponte e iniziavano a penetrare nella fitta giungla, fecero un'improvvisa apparizione decine di aerei giapponesi: si trattava di ventiquattro bombardieri e ventiquattro caccia dell'esercito coadiuvati da venti caccia Zero, che avevano approfittato delle cattive condizioni meteorologiche per non imbattersi nei velivoli della difesa, bloccati a terra; riuscirono a sfuggire anche al radar usando il "Rendova Peak" come copertura. La sorpresa fu totale e l'attacco provocò danni gravi alle installazioni statunitensi: tra gli altri fu distrutto un ospedale da campo, appena completato, e si ebbero cinquantanove morti e settantasette feriti. Durante la notte l'incrociatore leggero Yubari con nove cacciatorpediniere si dedicò a bombardare le spiagge, ma la ricerca dei bersagli fu altamente imprecisa e l'azione rimase inefficace; le navi nipponiche si ritirarono quando furono attaccate da alcune motosiluranti, che però non riuscirono a danneggiarle.
Lo stesso giorno altri reparti della 43ª Divisione presero terra sulla spiaggia Zanana, circa 10 chilometri a est di Munda, evitando così le pesanti difese predisposte dai giapponesi sulla spiaggia Laiana, più vicina alla base aerea; le unità statunitensi avanzarono verso ovest fino ad arrivare al fiume Barike, punto di partenza per attaccare Munda. In risposta il generale Sasaki richiese rinforzi al comando di Rabaul, che il 4 luglio inviò un convoglio di tre cacciatorpediniere con a bordo 1 200 uomini, guidato dal contrammiraglio Teruo Akiyama. La piccola squadra giapponese condusse il viaggio indisturbata ma vicino alla destinazione scoprì la presenza di tre incrociatori leggeri e nove cacciatorpediniere del retroammiraglio Ainsworth impegnati nel bombardamento di Vila; essi fungevano da scorta a sette cacciatorpediniere-trasporto che stavano sbarcando quattro battaglioni (2 600 soldati) sulle coste nordoccidentali della Nuova Georgia, presso il cosiddetto "Rice Anchorage" non lontano da Porto Bairoko: il contrammiraglio Akiyama reagì lanciando dei siluri e ordinando la ritirata; furono colpiti e affondati il cacciatorpediniere USS Strong e l'incrociatore leggero USS Helena, ma i giapponesi persero i cacciatorpediniere Niizuki e Nagatsuki. I giapponesi ritentarono l'operazione di rifornimento la notte del 5 luglio, provocando un secondo e più nutrito scontro navale.

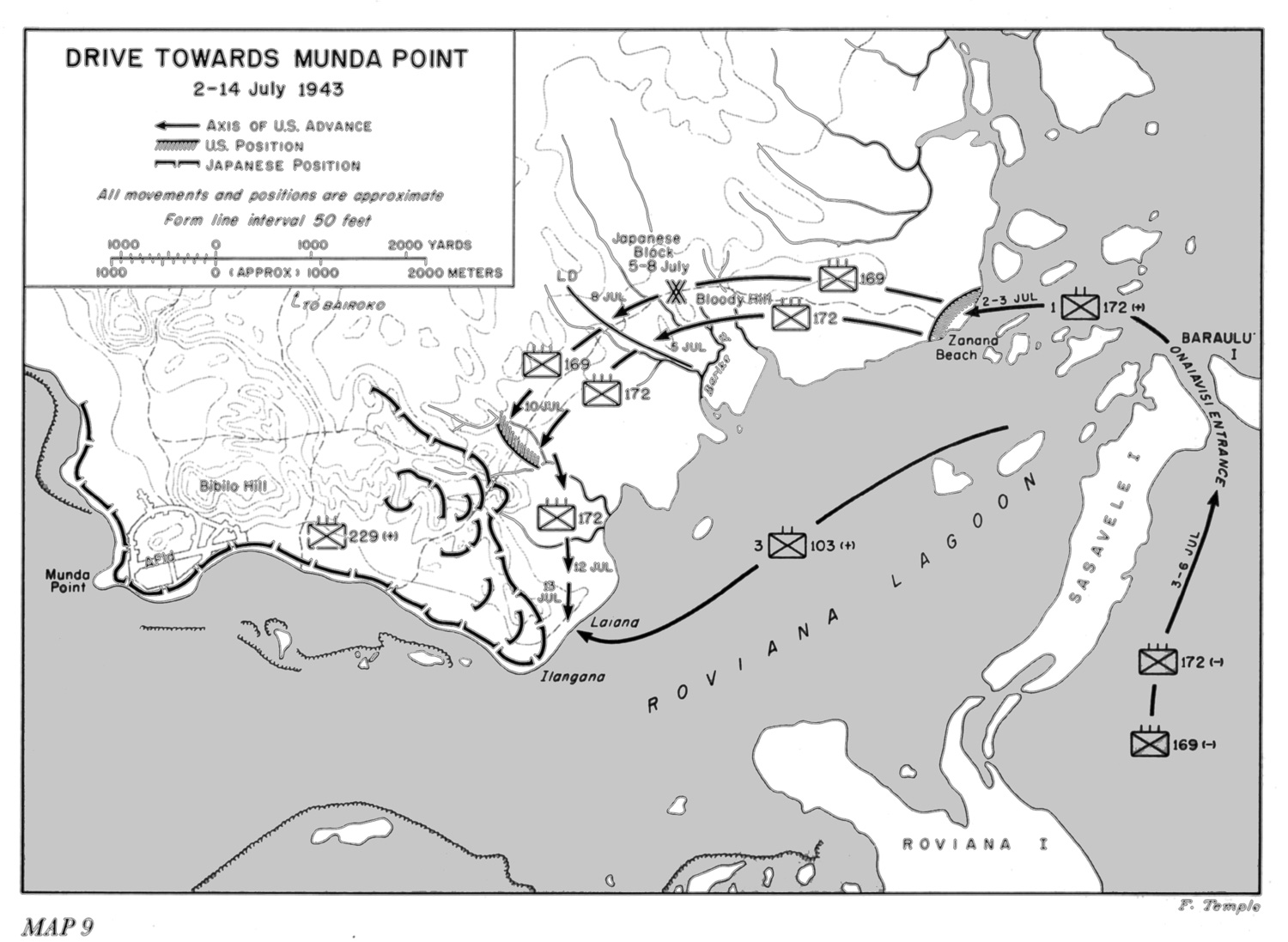
Le posizioni giapponesi e la progressione statunitense durante i primi quindici giorni in Nuova Georgia; la pista di Munda è a sinistra della mappa

L'avanzata cominciata dalla spiaggia Zanana si era arrestata lo stesso giorno a causa della conformazione del terreno attorno a Munda: colline scoscese, giungla lussureggiante, paludi e torbiere rendevano la marcia dei soldati molto faticosa; inoltre, l'inesperienza della 43ª Divisione fece sì che intere colonne venissero bloccate dall'azione di singoli tiratori scelti. Insoddisfatto della situazione, il generale Hester decise di ridislocare il 172º Reggimento al fine di prendere a tergo le posizioni nipponiche a Laiana mentre il 169º avrebbe continuato a premere frontalmente sul dispositivo giapponese. La mossa di Hester fu poco felice: invece di organizzare uno sbarco usufruendo delle vaste risorse aeronavali delle Salomone, divise le sue forze su un terreno difficile, permettendo ai giapponesi di affrontarle agevolmente. Sasaki infatti intuì i piani avversari e oppose resistenza; entro la sera del 9 luglio i progressi erano stati scarsi, poiché era stata solo ripulita la riva del Barike dagli ultimi elementi nipponici, e i due reggimenti avevano dovuto fermarsi per riorganizzarsi. Anche a nord, vicino a Porto Bairoko, l'avanzata non era stata buona e si era arrestata al fiume Giza Giza.
Nella notte tra l'11 e il 12 luglio si tentò di sfondare le linee giapponesi con un bombardamento navale preparatorio: la Task Force del contrammiraglio Merrill (quattro incrociatori leggeri e quattro cacciatorpediniere) sparò 3 204 granate da 152 mm e 5 470 da 127 mm sugli obiettivi. Il cannoneggiamento non ottenne grandi effetti e gli statunitensi ritardarono l'attacco di alcune ore, sprecando l'effetto sorpresa e lo shock causato ai difensori. L'assalto si articolò su due direttrici: il 172º Reggimento doveva avanzare lungo la costa verso Munda, mentre il 169º avrebbe operato nell'entroterra; il giorno dopo, però, il 172º distava ancora mezzo miglio dalla spiaggia Laiana e, inoltre, perse i contatti con l'altro reggimento a causa di infiltrazioni giapponesi. L'unica notizia positiva della giornata era stato il completamento della pista aerea a Punta Segi. Un secondo attacco condotto dalle zone conquistate a nord di Porto Bairoko da un battaglione era stato parimenti vanificato dalla tenace resistenza avversaria a Punta Enogai, sbaragliata solo il giorno dopo con gran dispendio di risorse.
Mentre la spinta terrestre veniva frenata, i giapponesi continuavano a ricevere rifornimenti: sedici chiatte ricolme di rifornimenti erano giunte sane e salve a riva proprio durante il bombardamento navale. La notte del 12 e 13 luglio un convoglio di trasporti ben scortato tentò di forzare il blocco ma la battaglia esplose vicino all'isola di Kolombangara, dove furono sbarcati 1 200 soldati destinati inizialmente alla Nuova Georgia.

### Riorganizzazione e spinta finale statunitensi

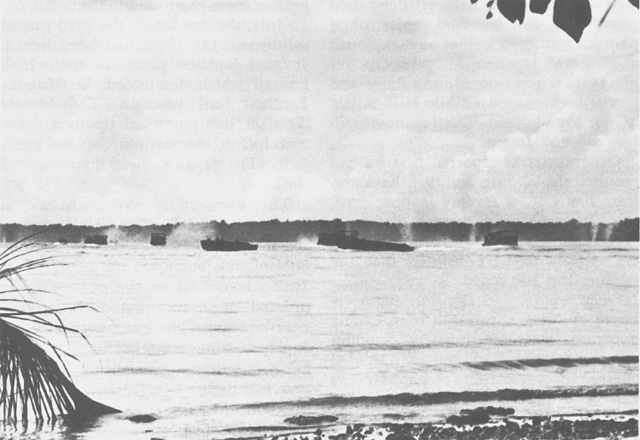
LCM si avvicinano alla spiaggia Laiana sotto il tiro dell'artiglieria giapponese annidata vicino a Munda

Il 13 luglio vide un inizio di capovolgimento della situazione: il 172º Reggimento aveva sfondato le posizioni nipponiche e si era dedicato a ripulire la spiaggia Laiana dalla presenza avversaria, compito che aveva portato a termine con successo. In questo modo rinforzi e approvvigionamenti poterono essere scaricati nelle immediate vicinanze delle zone di battaglia; il primo aiuto che pervenne fu una compagnia di carri armati del Corpo dei Marine. Persistevano comunque difficoltà, perché un intero battaglione giapponese si era trincerato attorno al 169º Reggimento, che tra l'altro aveva le linee di rifornimento seriamente compromesse: il sentiero attraverso il quale veniva supportato era infatti battuto dal tiro nipponico e lanci aerei erano imprecisi a causa della fitta vegetazione; il 16 luglio il 169º riusciì comunque a impossessarsi di una collina rompendo in parte la morsa giapponese.
Lo sviluppo stentato dell'avanzata, assieme ai numerosi casi di fuoco amico e stress da combattimento, indussero il superiore di Hester, generale Oscar Griswold, a valutare personalmente la situazione e a richiedere rinforzi. L'ammiraglio Halsey dispose l'arrivo della 25ª e 37ª Divisione di fanteria e sollecitò il generale Millard Harmon, al comando di tutte le unità dell'esercito statunitense nel Pacifico sud-occidentale, di prendere atto del problema: costui decise che le truppe dovevano essere meglio guidate e più motivate, perciò il 15 luglio ordinò al generale Griswold di prendere il posto di Hester. Negli stessi giorni l'ammiraglio Turner fu richiamato nel Pacifico centrale per le imminenti operazioni contro le Isole Gilbert, venendo sostituito dal parigrado Theodore S. Wilkinson. Il 15 luglio vide anche l'ultima grande incursione aerea giapponese: settantacinque apparecchi furono lanciati contro il naviglio statunitense incrociante al largo della Nuova Georgia e le teste di ponte; l'azione non provocò che lievi danni e quarantacinque aerei vennero abbattuti.

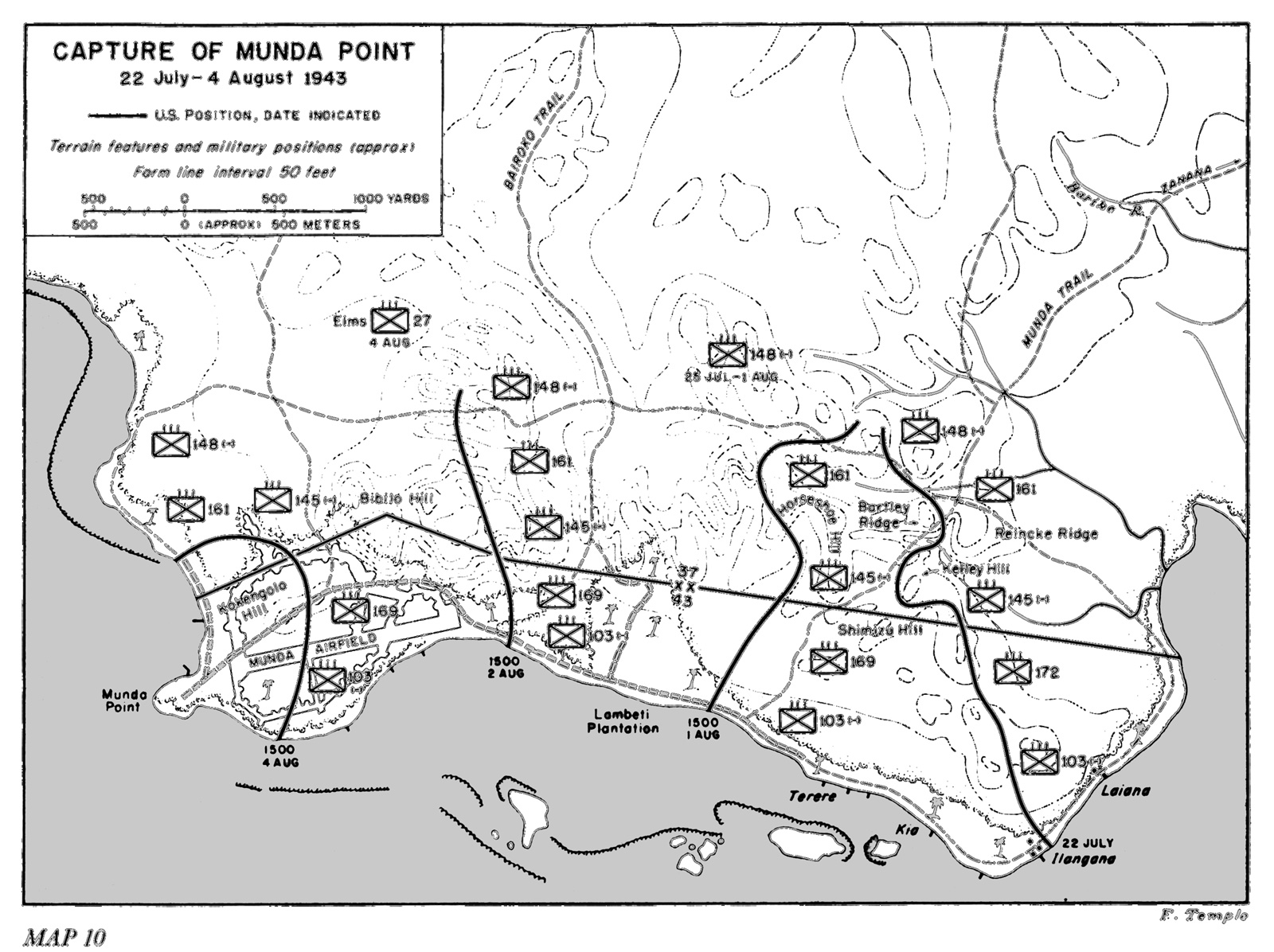
Le successive tappe dell'avanzata statunitense verso Munda dal 22 luglio al 4-5 agosto 1943. In basso a destra è la spiaggia Laiana; la collina Bibilo è a nord dell'aeroporto.

Il 17 luglio i giapponesi lanciarono un inaspettato contrattacco: il generale Sasaki intendeva infliggere una grave sconfitta agli statunitensi per indurre i loro capi a rinunciare all'invasione. L'assalto frontale fu condotto dal grosso del 229º Reggimento e il 13º, da poco giunto via mare eludendo il blocco navale avversario, fu incaricato di operare a tergo delle forze avversarie. Perciò mentre la prima formazione si gettava sulle posizioni statunitensi, il 13º le aggirò, arrivando a tagliare il sentiero che partiva da Zanana e raggiungendo le retrovie della 43ª Divisione: il generale Griswold inviò immediatamente il 148º Reggimento, che dopo aspri combattimenti respinse le truppe nipponiche il 20 luglio, ristabilendo anche i collegamenti con l'isolato 169º. Quest'ultimo, provato dalle battaglie, fu sostituito lo stesso giorno dal 145º Reggimento che fu affiancato al 148º.
In contemporanea alla battaglia vicino a Munda, i comandi statunitensi avevano allestito un'operazione anfibia atta a occupare Porto Bairoko per bloccare l'afflusso di rinforzi giapponesi. L'assalto anfibio fu eseguito da un reparto di Raiders che, forti dell'appoggio di circa 250 aerei, cacciarono i soldati nipponici dal centro senza però riuscire a respingerli dalle vicinanze; il 24 luglio vennero poi riforniti da un convoglio e poterono mantenere con sufficiente sicurezza le posizioni guadagnate, ma erano ancora troppo deboli per tentare un attacco sul rovescio delle difese giapponesi a Munda. All'insaputa dei comandanti statunitensi, il generale Sasaki aveva però ordinato la ritirata il 23 luglio su istruzione del comando di Rabaul, che non vedeva più il modo di tenere la Nuova Georgia; il comandante giapponese sottolineò comunque che i reparti lasciati in retroguardia avrebbero dovuto lottare fino alla morte. La situazione nipponica si era deteriorata anche nei cieli: infatti, dal giorno dello sbarco, erano stati abbattuti ben 316 velivoli a fronte di risultati molto scarsi.

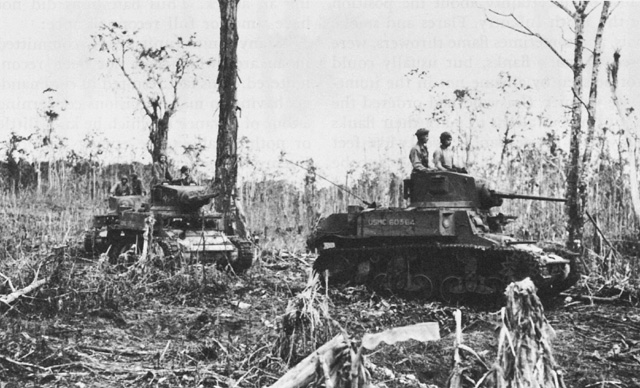
Carri leggeri M3 Stuart del 9º Battaglione corazzato Marines avanzano per supportare le truppe che assediano la collina Bibilo

Nei giorni seguenti la controffensiva avversaria, il generale Griswold aveva fatto costruire una strada vera e propria per rifornire e supportare più agevolmente le truppe: gli effettivi si erano accresciuti grazie al continuo affluire della 37ª Divisione e di reparti aggregati della 25ª Divisione. Il 25 luglio una squadra al comando del viceammiraglio Arleigh Burke scatenò un lungo e feroce bombardamento, sparando circa 4 000 granate sulle postazioni giapponesi di fronte alle divisioni statunitensi. Nonostante il volume di fuoco, la maggior parte delle fortificazioni nipponiche non fu distrutta e anzi piccoli gruppi di giapponesi sfuggirono alla morte rimanendo il più vicino possibile alle linee statunitensi. Al tramonto la 43ª e 37ª Divisione andarono all'attacco e subito la battaglia divenne accanita, sebbene gli statunitensi impiegassero lanciafiamme e carri armati; spesso i mezzi blindati rimanevano però impantanati e si muovevano con difficoltà nel fitto sottobosco.
Il perno della difesa giapponese era rappresentato da Bartley Ridge ("cresta Bartely"), posizione dominante che tenne in scacco reparti della 37ª Divisione fino al 30 luglio (lo stesso giorno nel quale la divisione aveva completato il proprio atterraggio), dopo una lenta e sanguinosa bonifica delle fortificazioni nipponiche complicata da diversi contrattacchi locali. La battaglia si riaccese violenta attorno all'altura detta Horseshoe Hill, a ovest della cresta: sebbene attaccata già il 27, la collina oppose una tenace resistenza appena scalfita dagli attacchi aerei e d'artiglieria; le difese nipponiche cedettero tra il 31 luglio e il 1º agosto. Munda era però circondata da rilievi vari e la guarnigione ne aveva occupati due, le colline Bibilo e Kokengolo, rispettivamente a nord e nord-ovest dell'aeroporto. Per sfondare gli estremi baluardi giapponesi furono necessari ripetuti bombardamenti con mortai pesanti, l'uso intensivo di lanciafiamme e dei carri armati, ma alla fine, il 5 agosto, le divisioni statunitensi che già occupavano la pista aerea eliminarono definitivamente le postazioni avversarie a Munda, dichiarandone la conquista. Il rastrellamento dei giapponesi superstiti si trascinò fino al 25 agosto in contemporanea all'intercettazione dei fuggiaschi che si dirigevano verso le coste nordoccidentali per imbarcarsi alla volta di Kolombangara.

### Ultimi scontri
Altre operazioni erano state intraprese durante i combattimenti presso Munda: il 16 agosto la piccola isola di Baanga, tra il canale Blanche e il golfo di Kula, fu assaltata da due reggimenti per eliminare alcuni pezzi d'artiglieria che tiravano sull'aeroporto appena conquistato; con l'appoggio di bombardieri in picchiata la resistenza nipponica fu spezzata ed entro il 20 agosto Baanga fu ripulita dalla presenza dei giapponesi. Il 24 e 25 agosto elementi del 25º Reggimento liberarono definitivamente Porto Bairoko e il piccolo centro di Zieta, all'estremo sudovest della Nuova Georgia.
Più impegnativa fu la conquista dell'isola di Arundel, a sud del golfo: il 172º Reggimento, sbarcato il 27 agosto nella penisola sudorientale di Nauro, dovette respingere un contrattacco ed essere rinforzato con un battaglione del 169º Reggimento. Addirittura il 9 settembre si preferì operare un lungo bombardamento con le artiglierie (tra i cui pezzi figurava per la prima volta, sul fronte del Pacifico, il mortaio da 105 mm) e bloccare ogni avanzata, mentre affluivano altri due battaglioni. Uno sbarco secondario condotto da formazioni della 25ª Divisione non ebbe ancora ragione dei difensori, rinforzati via mare dalla marina imperiale: i combattimenti si trascinarono fino all'evacuazione dei giapponesi e il 20 settembre Arundel fu ufficialmente conquistata.

## Conclusioni e conseguenze

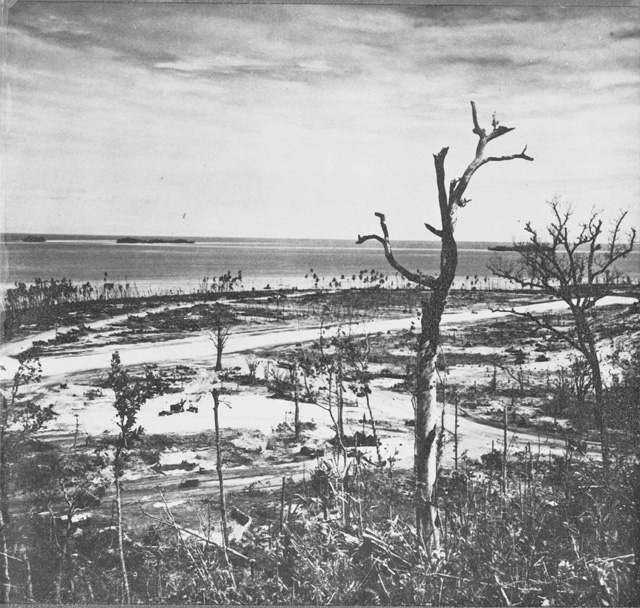
L'aeroporto di Munda alla fine della battaglia, visto dalla collina Bibilo

La campagna intrapresa per la conquista della Nuova Georgia impegnò gli statunitensi più del previsto per la dura resistenza giapponese e l'ambiente estremo dell'isola. In totale l'esercito e i Raiders ebbero 1 100 morti e 4 400 feriti, senza contare i numerosi casi di stress da combattimento o di malattia. La guarnigione nipponica pagò un più alto prezzo: quasi 2 500 morti, ma una buona parte delle truppe fu tratta in salvo e ridislocata nelle isole a nord della Nuova Georgia, come Kolombangara. Quest'isola arrivò a contare una guarnigione di 12 400 uomini circa, un notevole baluardo contro il quale il viceammiraglio Kusaka sperava avrebbe frenato il prossimo assalto statunitense.
L'ottimismo alleato fu dunque messo a dura prova dalla battaglia, perciò l'ammiraglio Halsey e gli altri comandanti statunitensi elaborarono una diversa strategia atta a evitare altre operazioni del genere, lunghe e penose: d'ora in avanti sarebbero state attaccate solo le posizioni di rilevanza strategica evitando quelle meno importanti che, tagliate fuori dai rifornimenti, sarebbero cadute da sole. Il nuovo metodo fu chiamato "il salto della rana" e fu intensamente utilizzato per il resto della guerra nel Pacifico. Le successive azioni anfibie usufruirono dell'appoggio della base aerea di Munda, la cui pista fu allungata dapprima a 1 830 metri e poi a 2 440 entro il dicembre 1943; un secondo aeroporto fu installato anche sull'isoletta di Ondonga, 9,5 chilometri circa a nord-nord-ovest di Munda. Entrambe furono chiuse nel marzo 1945.